# Blandine l'insoumise
Blandine l'insoumise est une série télévisée française en dix épisodes de 90 minutes diffusée entre le 9 mars 2002 et le 14 mai 2005 sur France 3.

## Synopsis
Cette série met en scène les Corda, une famille d'agriculteurs.

## Distribution
- Ann-Gisel Glass : Blandine Corda
- Emmanuel Quatra : Pascal Corda
- Gérard Rinaldi : François Merveille
- Dora Doll : La veuve Corda
- Bruno Esposito : Nicolas Corda
- Valérie Bagnou-Beido : Sylvie Corda
- Laurent Dray : Thierry Corda
- Valérie Baurens : Valérie Corda
- Fanny Florido : Cindy Corda
- Gilles Rebollar : Jacky
- Stéphanie Vicat

## Épisodes
1. L'Insoumise / Petite sœur
2. Le Miel de Mélanie
3. La Mésange et la Bétrazine
4. Une si jolie plage
5. L'Arbre d'Odile
6. Qui sème le vent
7. Une goutte d'eau dans la mer
8. La Farine du diable
9. Les quatre saisons
10. Boxer les nuages